# Bladus
Bladus là một chi bọ cánh cứng trong họ 
Elateridae.
Chi này được miêu tả khoa học năm 1861 bởi LeConte.

## Các loài
Chi này có các loài:
- Bladus quadricollis (Say, 1839)